# Ляшенко Агнеса Денисівна
Ляшенко Агнеса Денисівна (нар. 11 вересня 1936, Чернігів) — українська майстриня вишиваних ікон. Заслужений майстер народної творчості України (2003).

## Біографія

### Сім'я
Батько — Денис Федосович Городній, родом із села Павлівка Ріпкинського району Чернігівської області. Закінчив зоотехнікум у Любечі. У другу світову війну був мобілізований до Радянської армії.
Мати — Овчаренко Ірина Максимівна, за професією зоотехнік.

### Дитинство та зрілі роки
Народилася 11 вересня 1936 року в місті Чернігів. У дитинстві любила вишивати. Закінчила Ленінградський хіміко-фармацевтичний інститут (1959 р.). 35 років працювала провізором в аптечній системі. Була однією з найкращих у своїй професії. 
У 1991 році вийшла на заслужений відпочинок і почала займатись улюбленою справою — вишиванням.

## Початок творчості
З 1991 року вишивала природу, натюрморти.
У 1993 році Агнеса Денисівна вишила вінчальні ікони для внуків. З цього і розпочався новий період творчості. Вивчає іконографію.

## Особливості техніки
Майстриня вишиває, в основному, ікони Чернігівщини. Перед тим, як перенести малюнок ікони на тканину, вивчає літературу про цю ікону. Потім робить ескіз на тканині і голкою "малює" різними нитками.
Техніка — напівхрестик, гладь, тамбурний шов. Нитки різні: синтетичні, муліне, шовкова заполоч.  Майстриня вишиває не за готовими схемами, а за власними. Руки і лики святих теж вишиті. Це — головна відмінність від інших майстрів. Обрамлення вишитих ікон — елемент творчості.
Головна тема її творчості — образи святих та видатних діячів православ'я України. Улюблений образ майстрині — Богоматір з немовлям. Її руками створена ціла галерея образів Божої матері: «Чудотворна Богородиця Любецька», «Чудотворна Чернігівсько-Іллінська», «Бородиця Оранта», «Богородиця Милування», «Богородиця Руденська», «Богородиця Іржавецька», «Богородиця Леньківська», «Богородиця Новодворська» та ін. Всіх їх єднає священна місія материнства, любов до дітей, тривога матері за їх майбутнє.
Великий доробок — ікони з ликами святих — образи Святителя Миколая, Святого Феодосія, Великомучениці Варвари, Параскеви П'ятниці, Архангела Михаїла та інших. У творчому доробку також є портрети Т. Шевченка, Л. Українки, Б. Хмельницького.
З 2000 року вишиває ікони бісером. Серед найвідоміших: «Спас Нерукотворний», «Чудотворна Іверська», «Чудотворна Замилування», «Ісус Христос», «Ангел з золотим волоссям», "Микола Чудотворець та ін.
Мистецький доробок майстрині (50 вишитих нитками і 25 бісером ікон) високо оцінюється мистецтвознавцями та любителями прекрасного на численних персональних виставках.

## Ікони в церквах та в колекціях
Ікони чернігівської вишивальниці знаходяться у музеях Києва та Чернігова, Софійському соборі (Київ), Катерининській церкві і Єлецькому монастирі (Чернігів), у приватних колекціях України, Німеччини, Росії та Канади.

## Виставки
Всього було більше 40 персональних виставок:
- 1994 — Чернігів, архітектурно-історичний заповідник;
- 1994 — Київ, Національний музей літератури України;
- 1995 — Київ, участь у виставці-конкурсі ікон в Українському Домі;
- 1996 — Київ, участь у виставці-конкурсі ікон в Українському Домі;
- 1996 — Чернігів, спілка народного мистецтва;
- 1996 — Чернігів, архітектурно-історичний заповідник;
- 1996 — Чернігів, літературно-меморіальний музей Михайла Коцюбинського;;
- 1997 — Київ, музей Павла Тичини;
- 1997 — Городня, Чернігівської області, бібліотека;
- 1998 — Чернігів, архітектурно-історичний заповідник;
- 1998 — Чернігів, Чернігівська обласна наукова бібліотека;
- 1998 — Мена, Чернігівської області, Менська центральна районна бібліотека;
- 1998 — Київ, Києво-Печерська лавра;
- 1999 — Ніжин, Ніжинський краєзнавчий музей (художній відділ);
- 1999 — Київ, Національний музей літератури України;
- 2000 — смт Козелець, музей історії ткацтва Чернігівщини;
- 2006 — Чернігів, Чернігівська обласна наукова бібліотека ;
- 2011 — Чернігів, музей сучасного мистецтва «Пласт-Арт»[5][6];
- 2012 — Київ, Національний заповідник «Софія Київська»[7];
- 2014 — Чернігів, Чернігівська обласна наукова бібліотека[8].

## Галерея (виставка 2014 року у Чернігові)

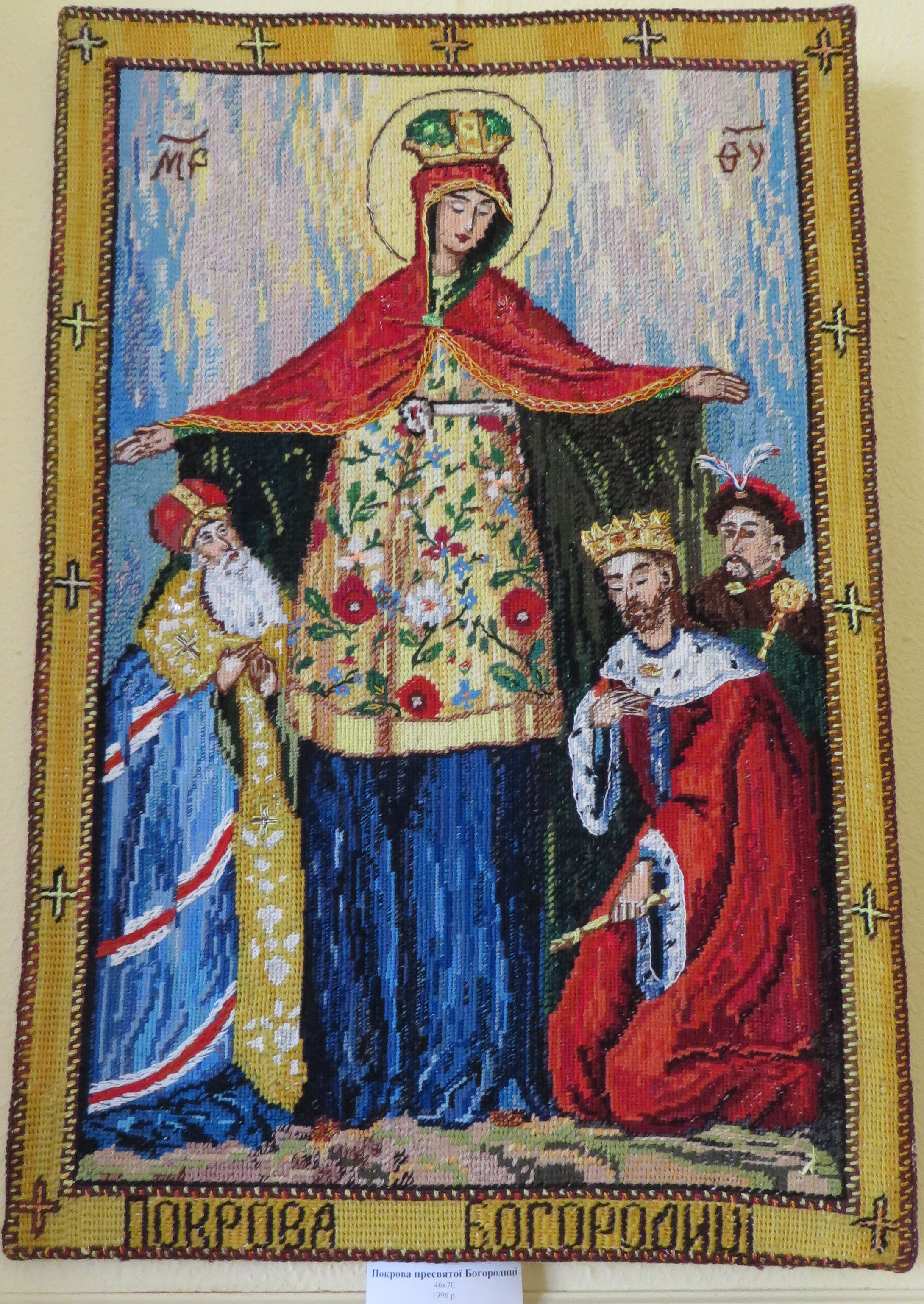
Вишита ікона "Покрова пресвятої Богородиці", 1996 рік, 46х70
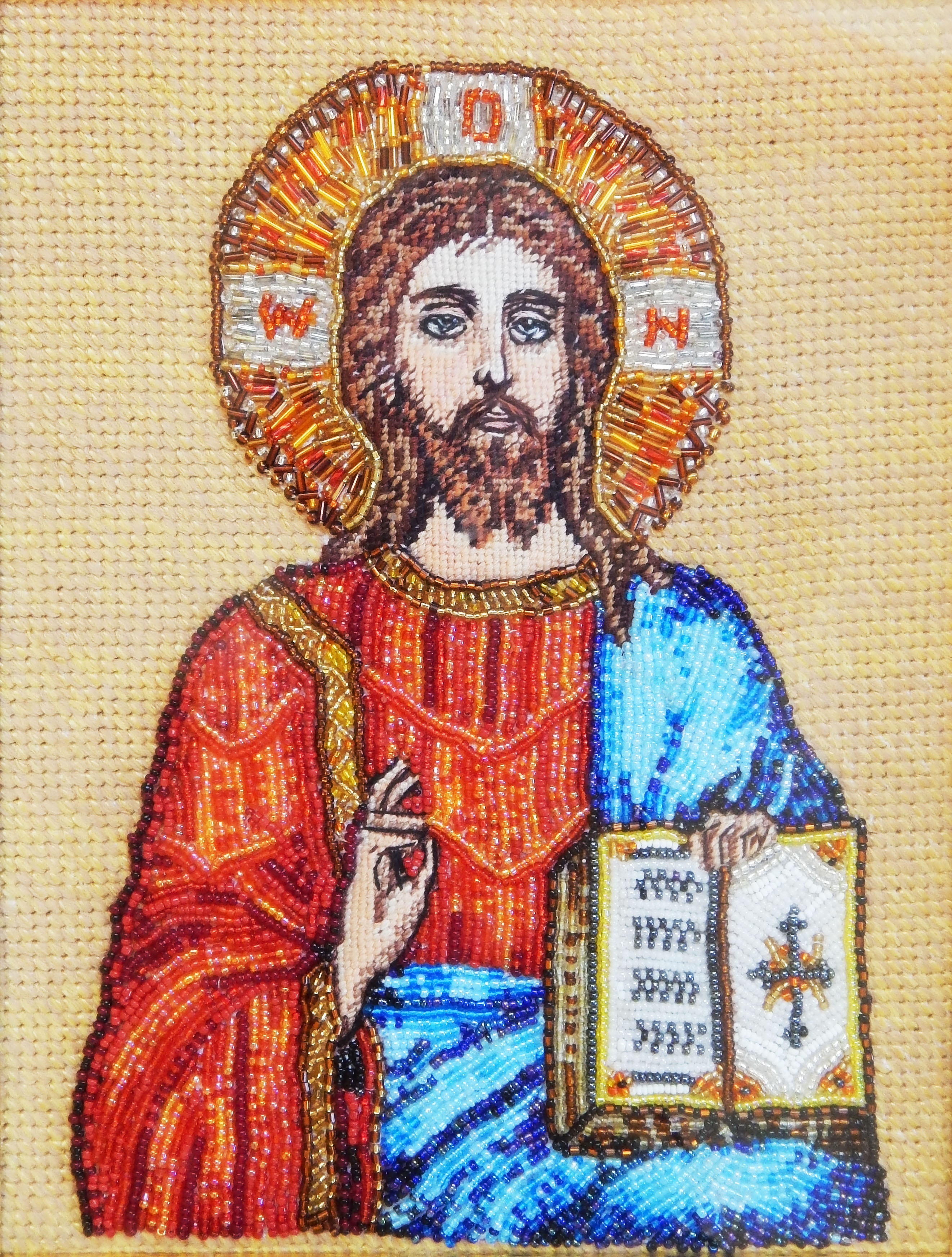
Вишита ікона "Господь Ісус Христос", 2005 рік, 30х24
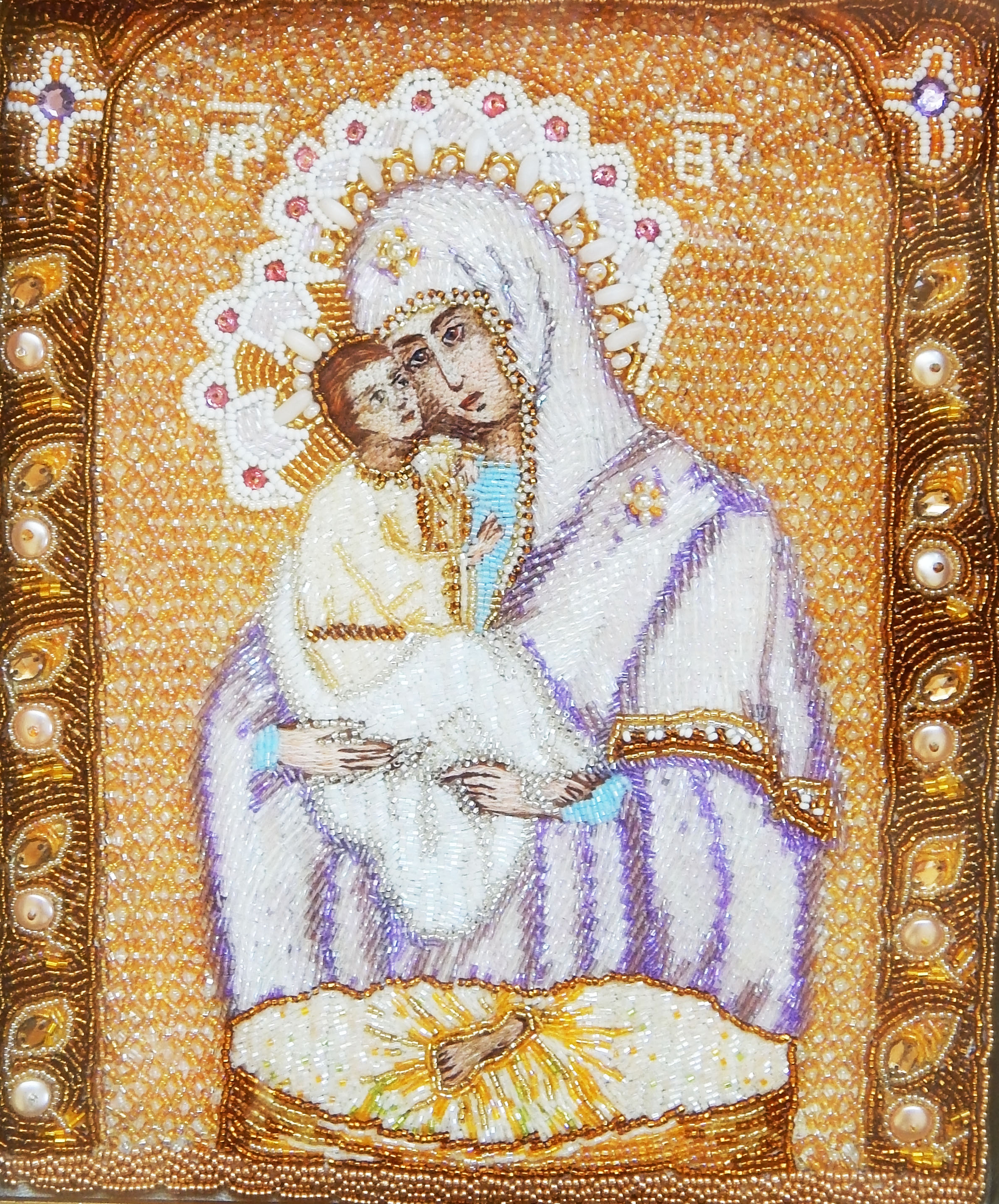
Чудотворна Почаївська ікона Богородиці, 2013 рік, 30х24
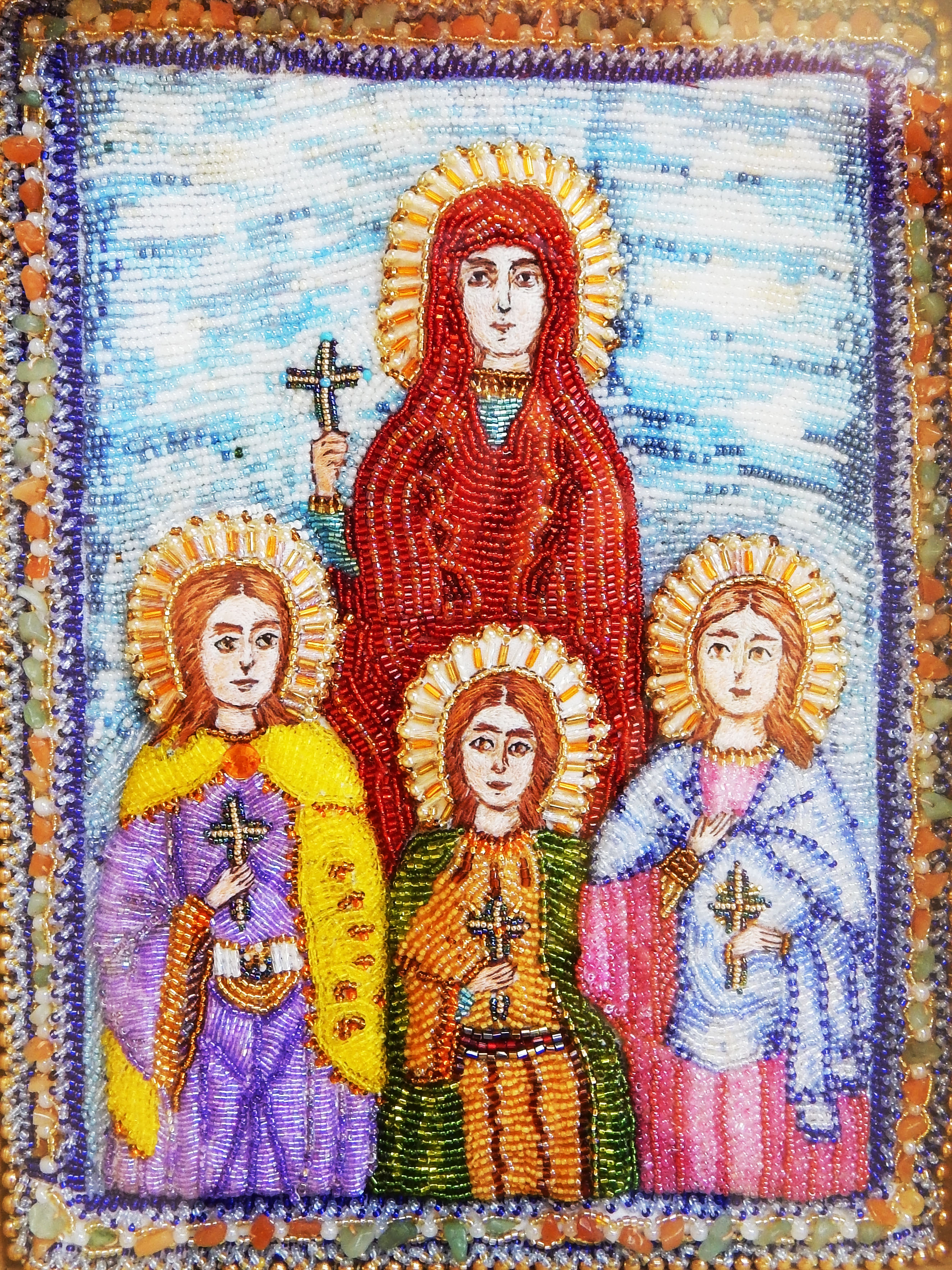
Великомучениця Віра, Надія, Любов та матір Софія, 2012 рік, 30х24
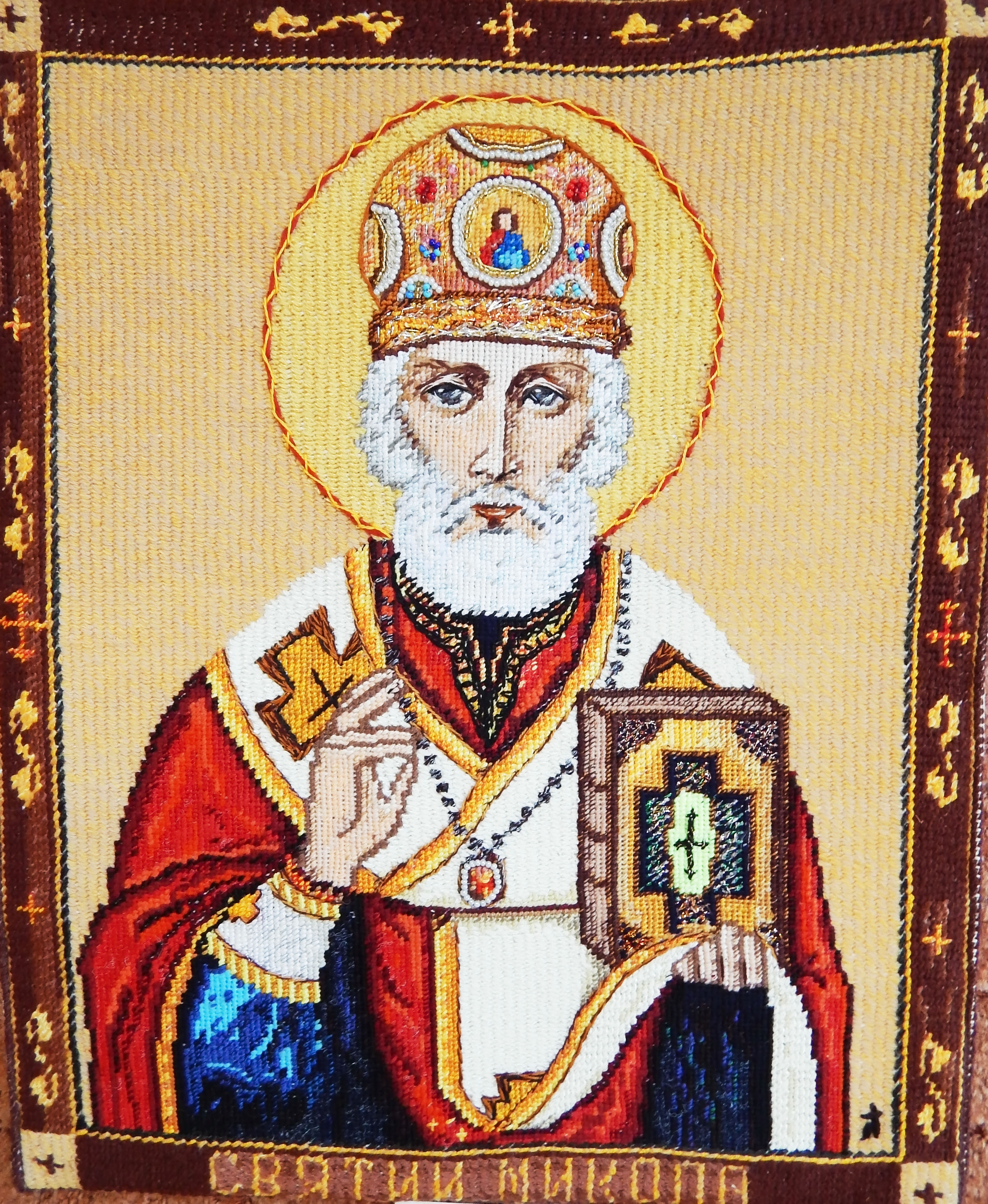
Святий Миколай, 2005 рік, 30х24
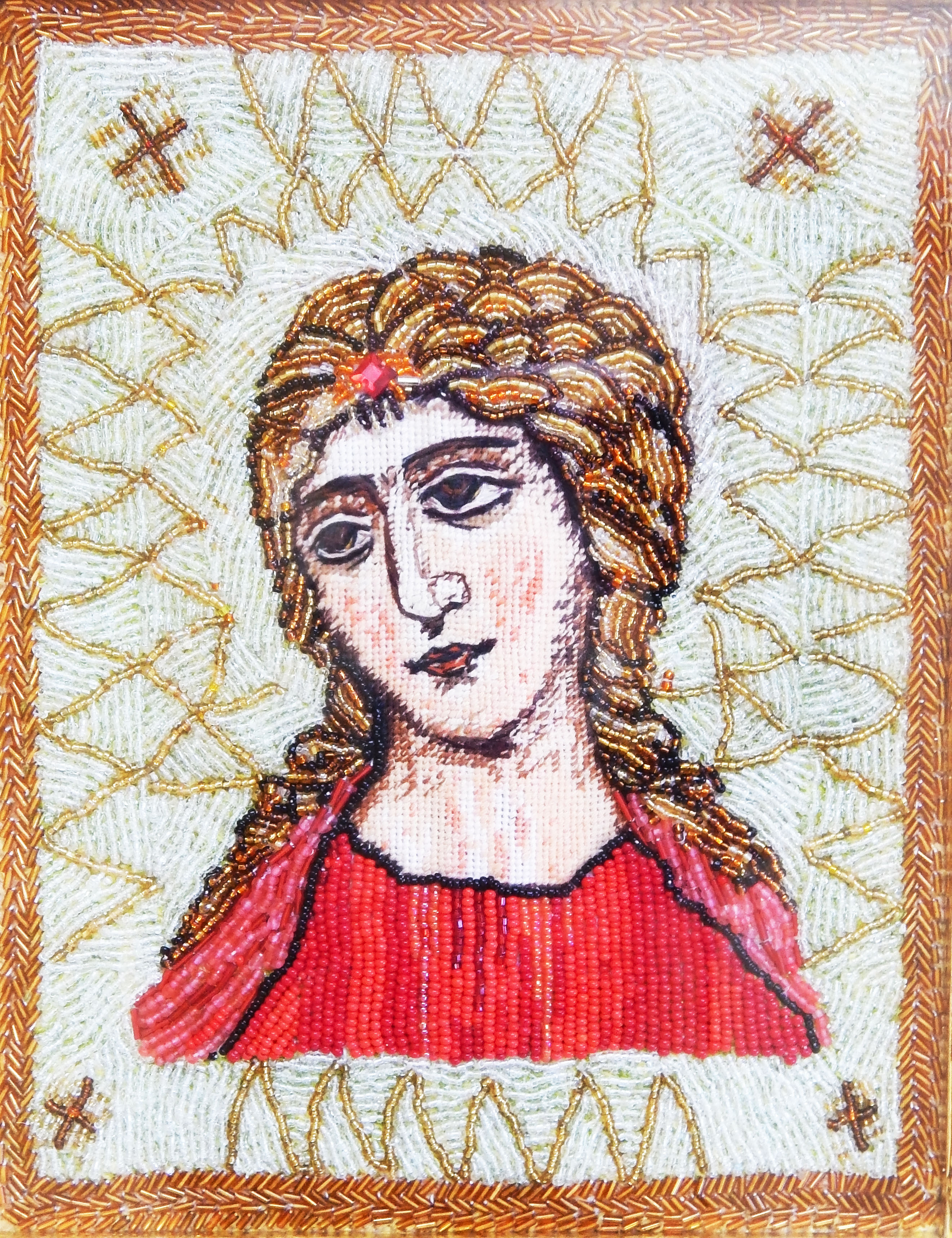
Ангел Золоте волосся, 2004 рік, 30х24
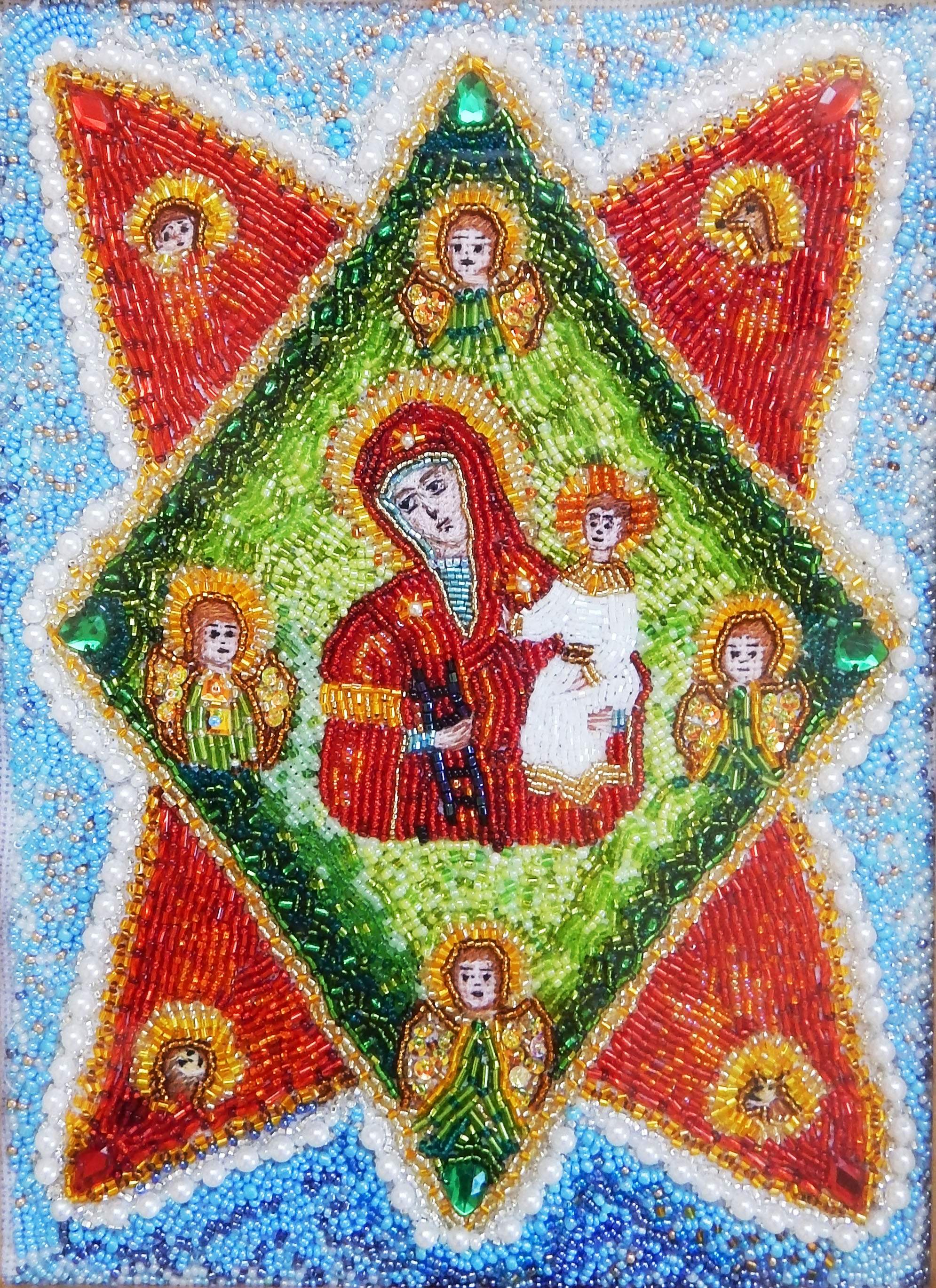
Мати Божа - Неопалима Купина, 2009 рік, 30х24
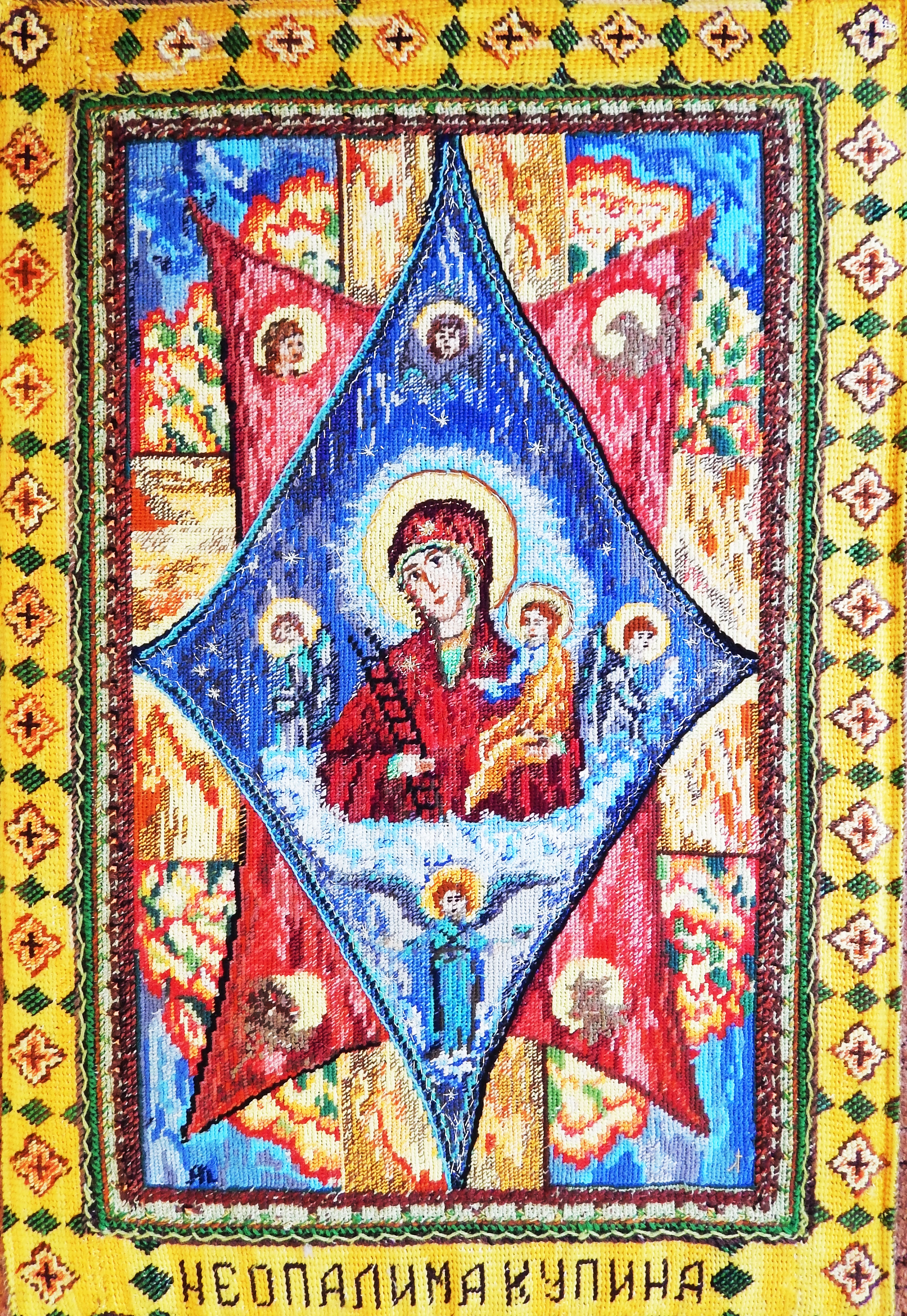
Мати Божа - Неопалима Купина, 1994 рік, 71х47
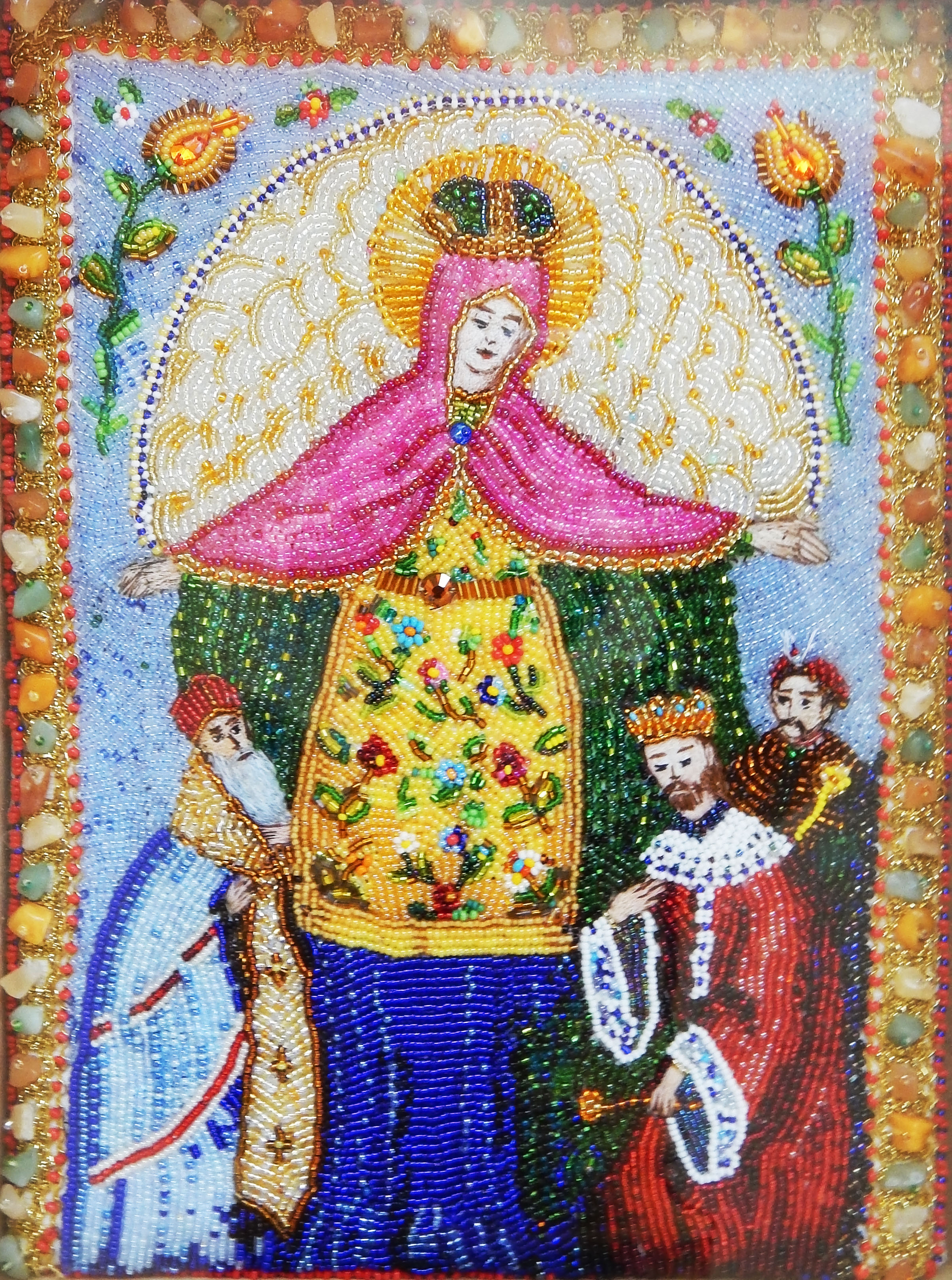
Покрова пресвятої Богородиці, 1996 рік, 69х46
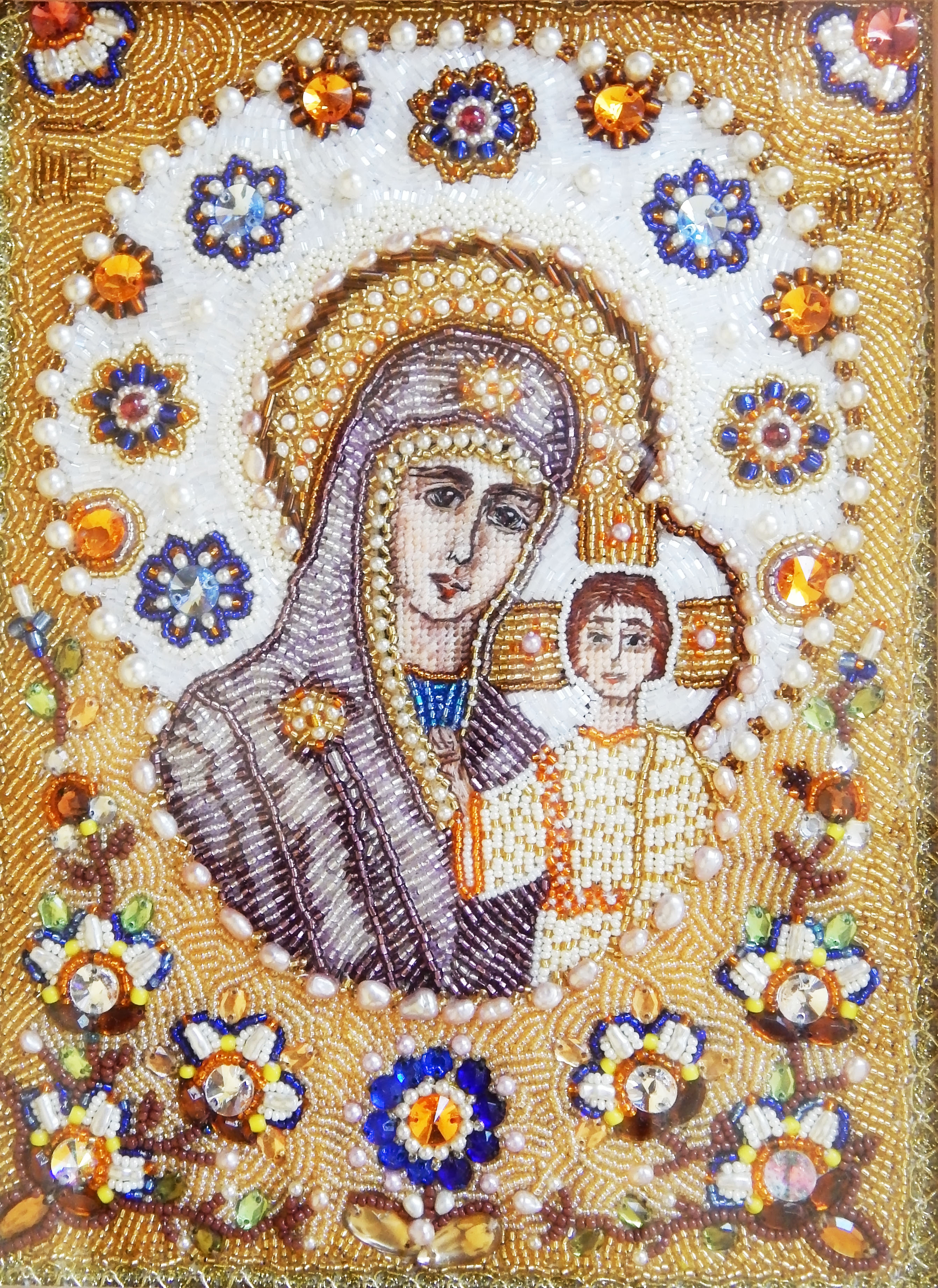
Чудотворна Казанська ікона Богородиці, 2006 рік, 30х24
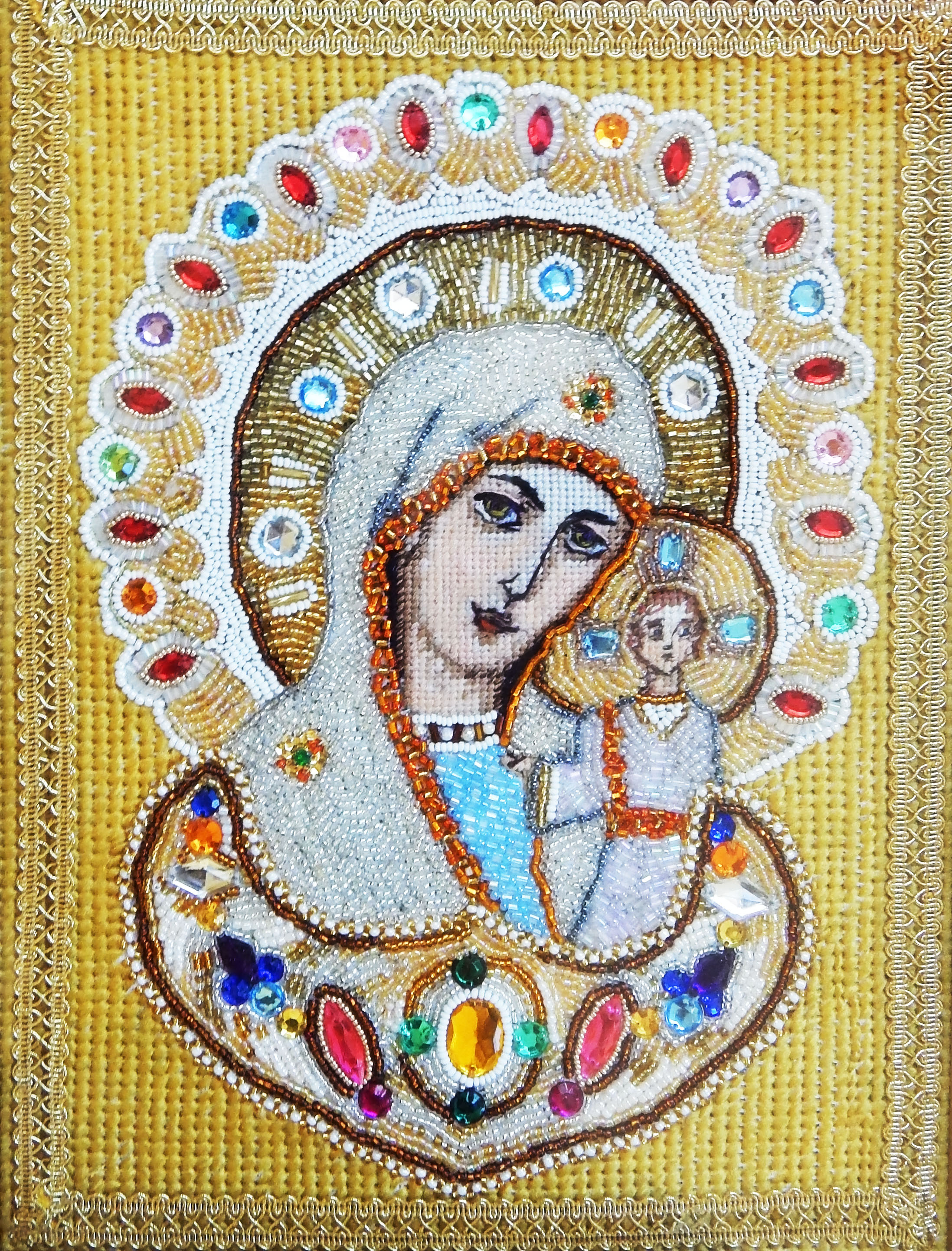
Чудотворна Казанська ікона Богородиці, 2005 рік, 30х24
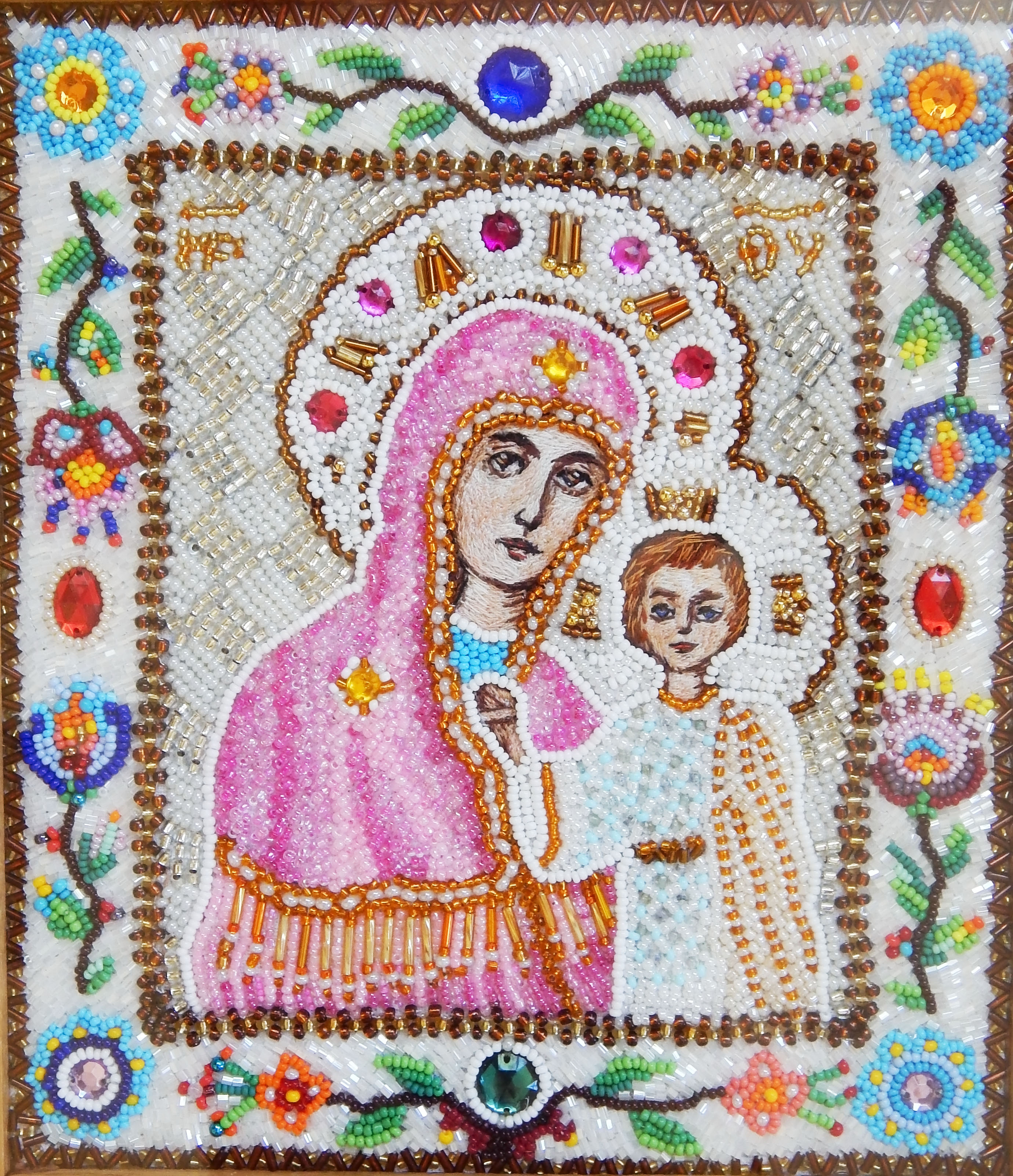
Чудотворна Казанська ікона Богородиці, 2006 рік, 30х24
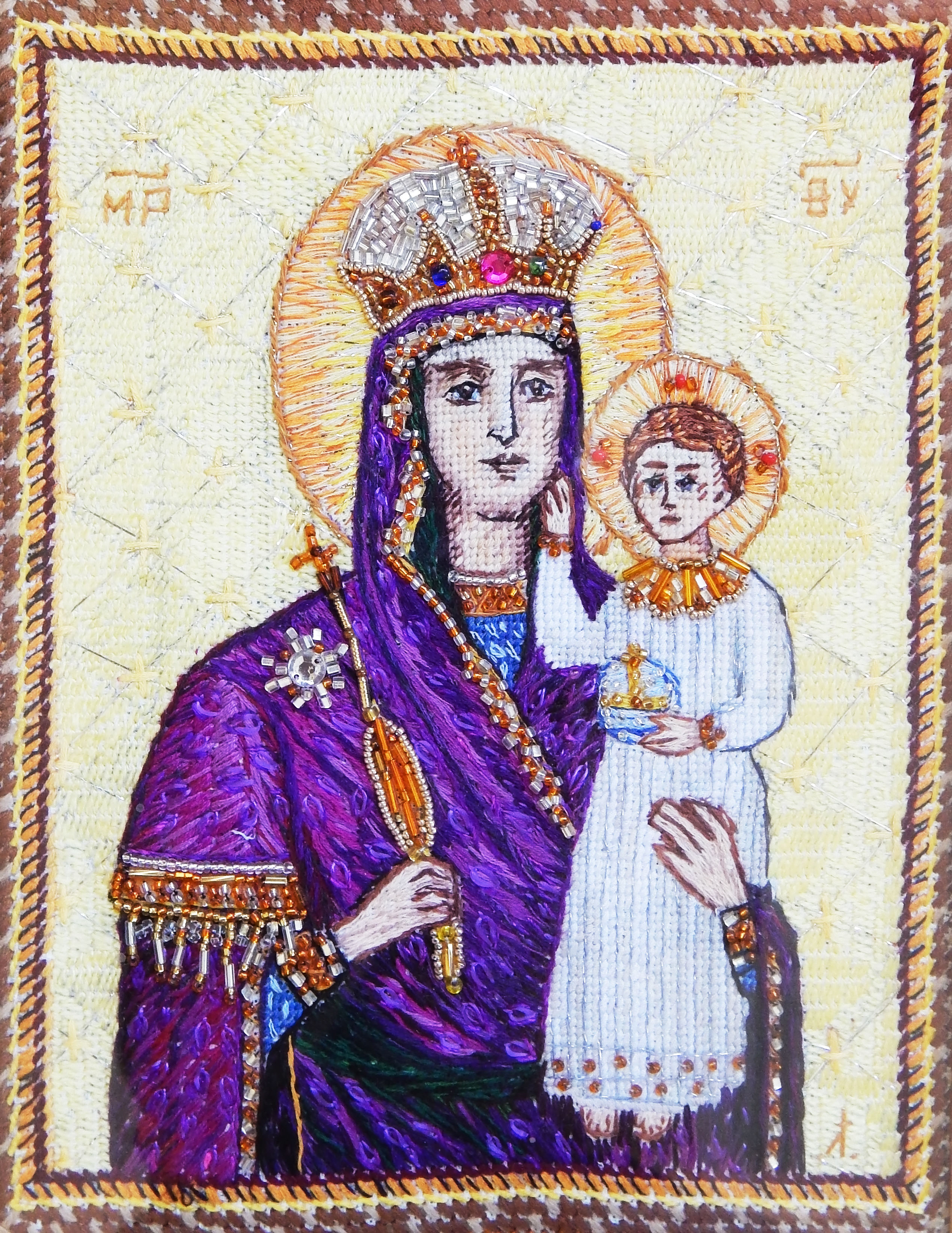
Богородиця Цариця Небесна Поглянь на покірних, 1995 рік, 30х24
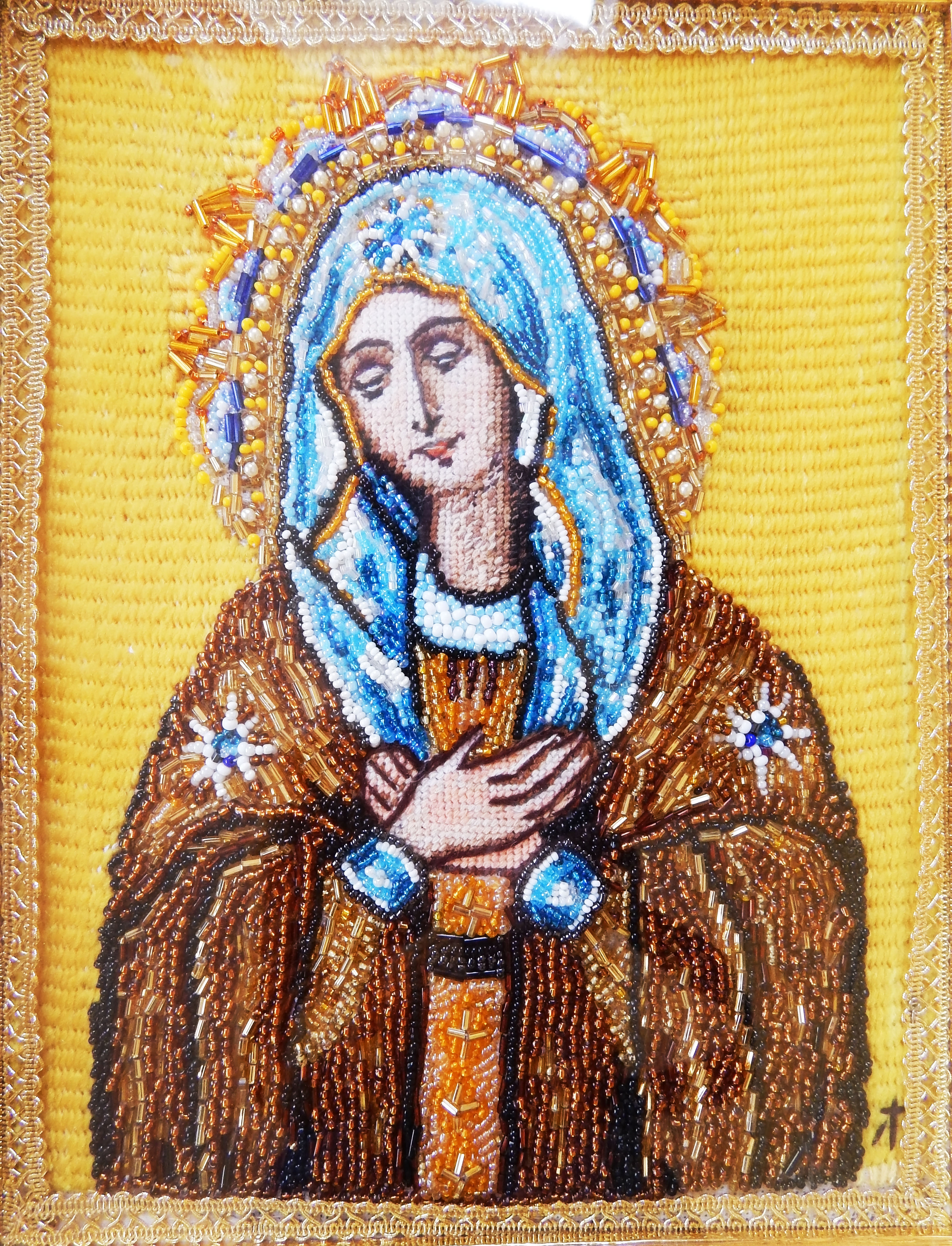
Богородиця Замилування, 2006 рік, 30х24
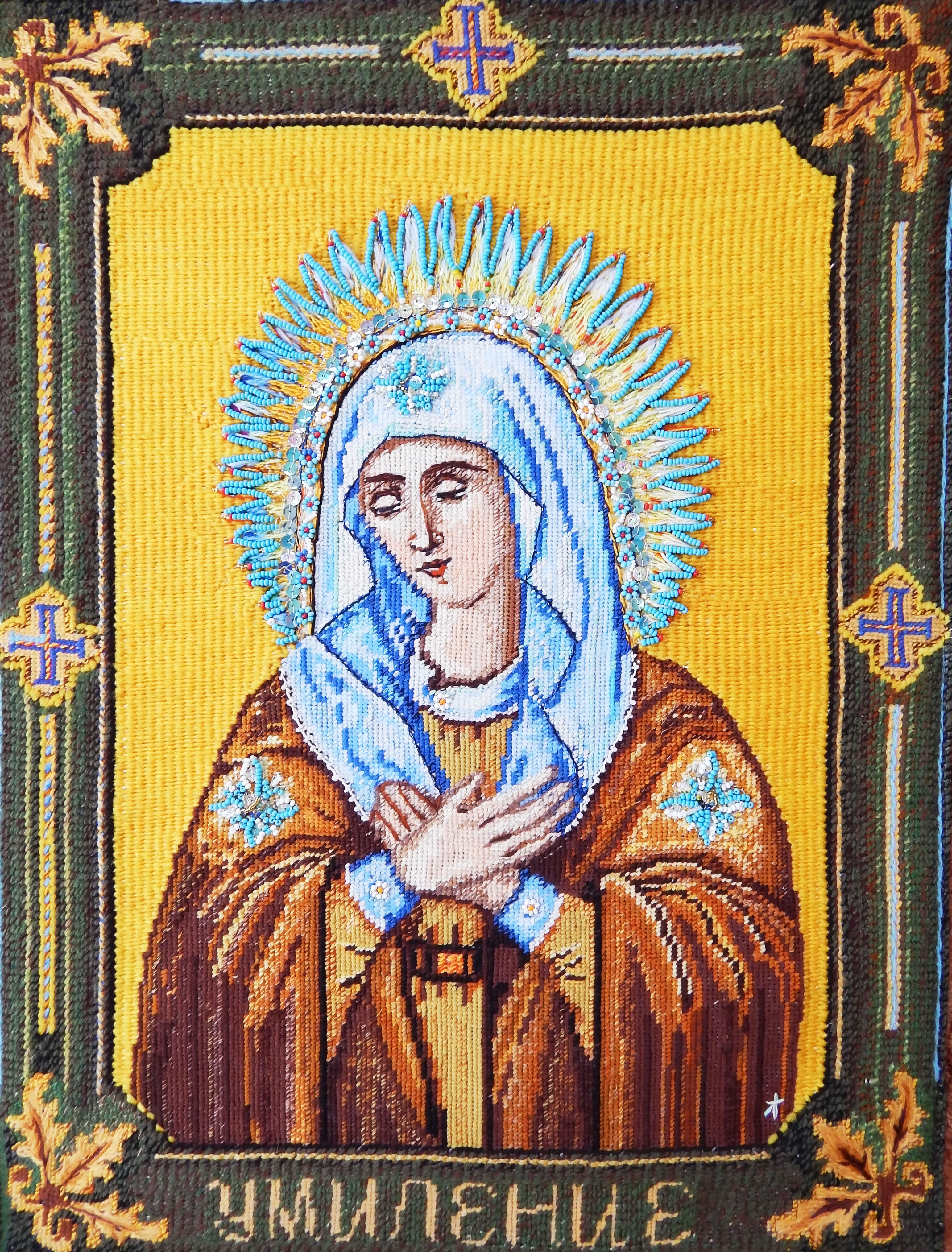
Богородиця Замилування, 1998 рік, 57х43
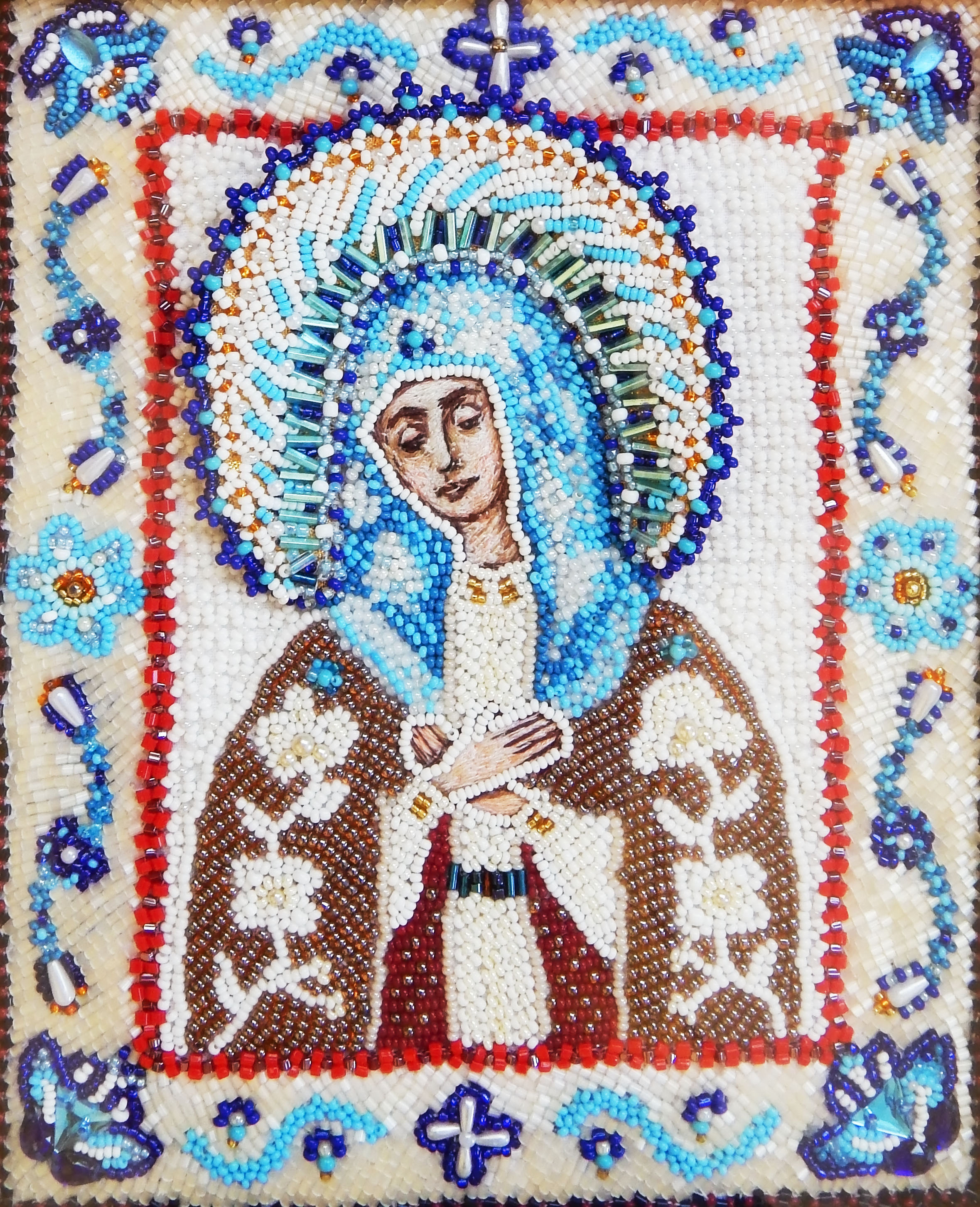
Богородиця Замилування, 2009 рік, 30х24
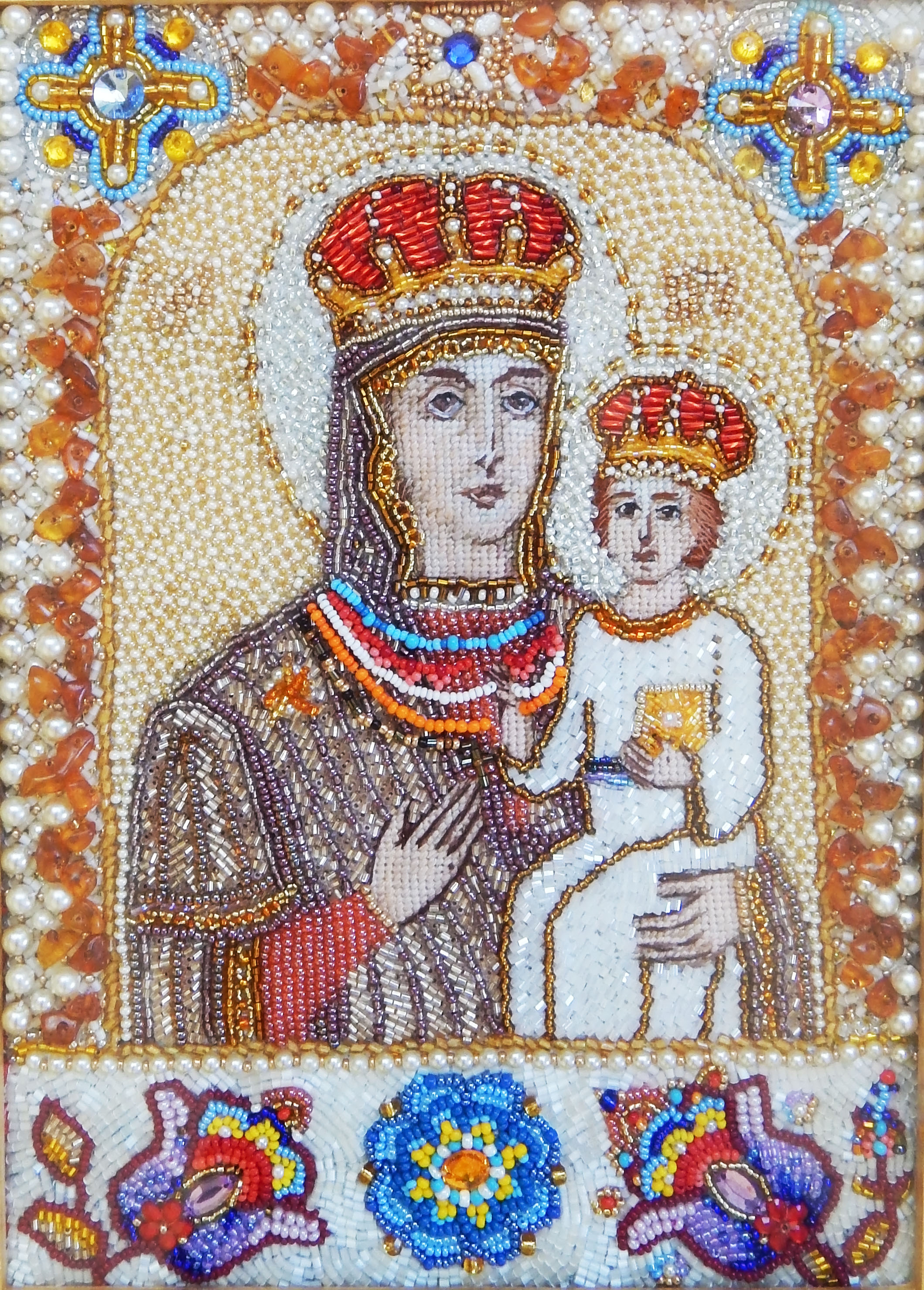
Любецька ікона Богородиці, 2011 рік, 30х24
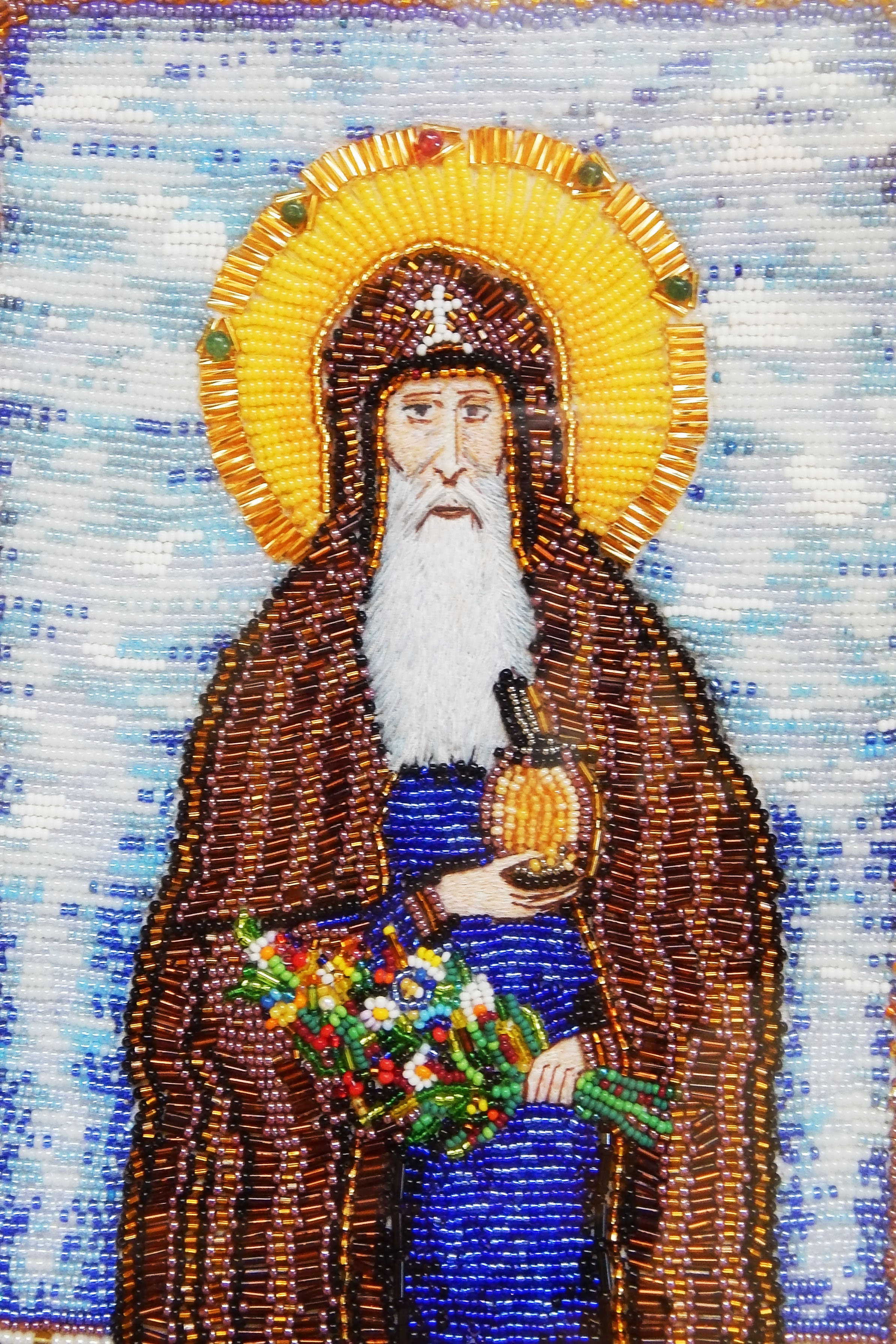
Преподобний Агапіт Печерський, 2011 рік, 30х24
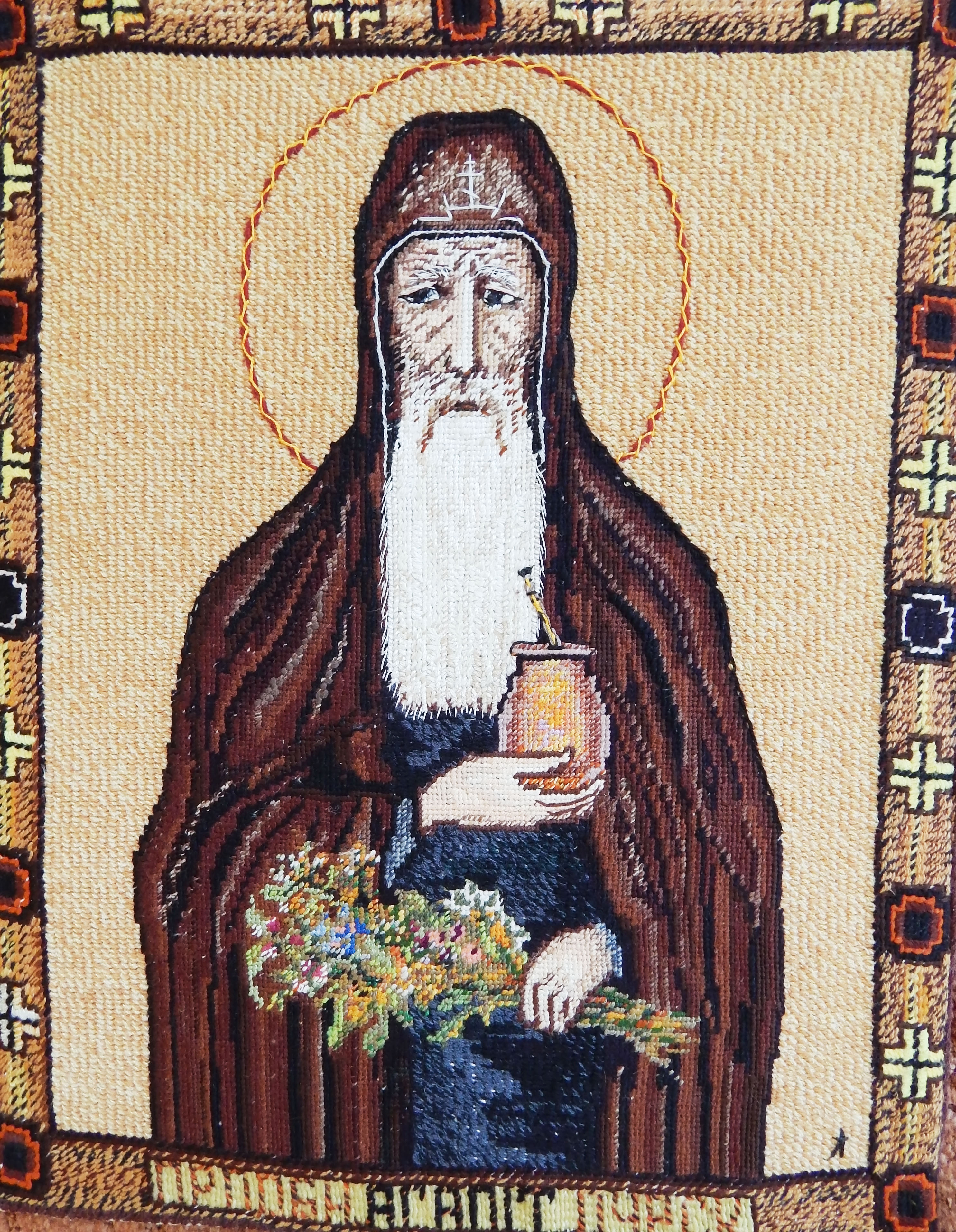
Преподобний Агапіт Печерський, 2002 рік, 50х41
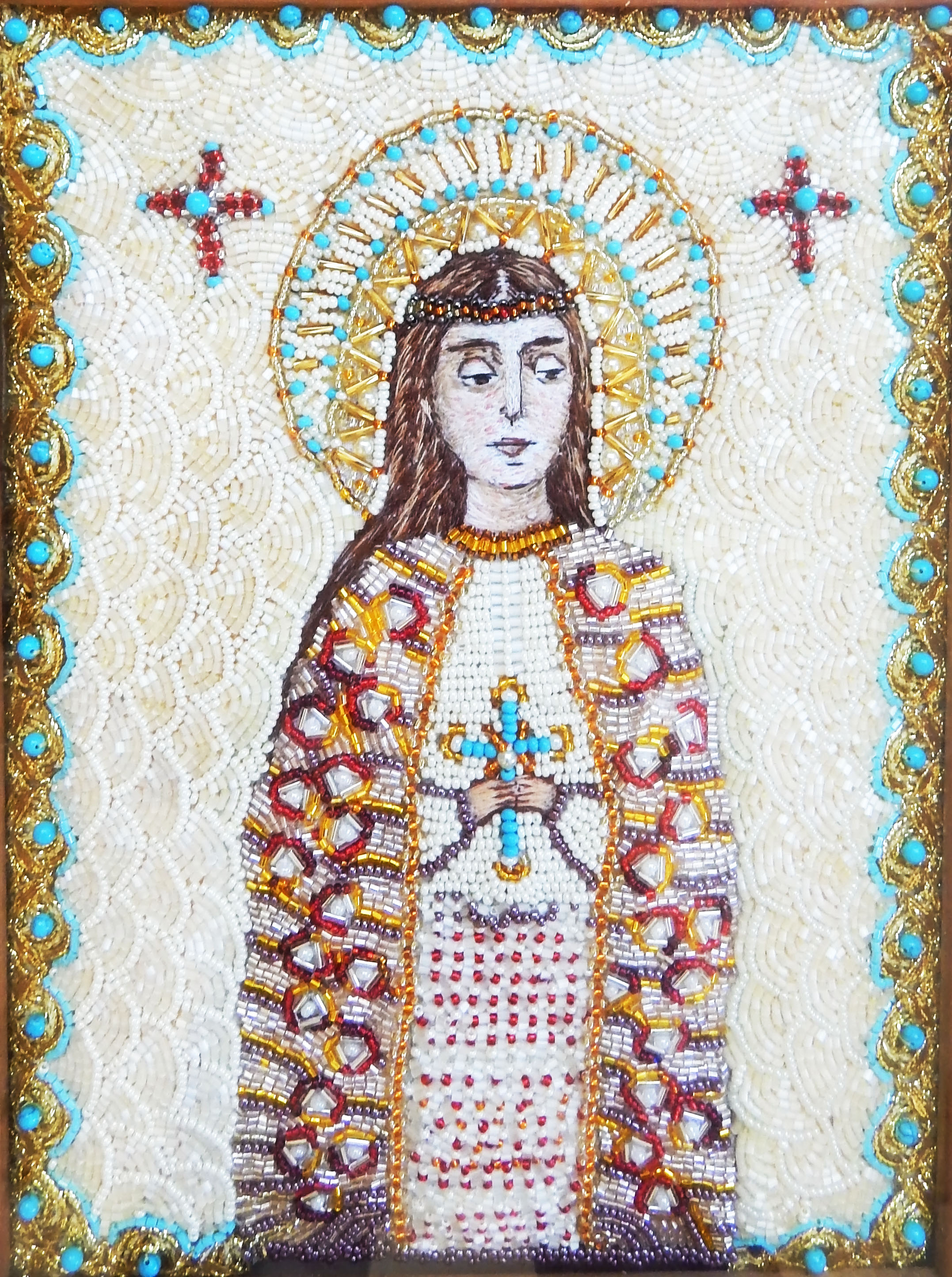
Свята великомучениця Агнеса, 2013 рік, 30х24